# داني كيروان
داني كيروان (بالإنجليزية: Danny Kirwan)‏ هو مغن مؤلف وموسيقي وعازف قيثارة بريطاني، ولد في 13 مايو 1950 في بريكستون في المملكة المتحدة، وتوفي في 8 يونيو 2018 في لندن في المملكة المتحدة بسبب ذات الرئة.

## وصلات خارجية
- داني كيروان على موقع IMDb (الإنجليزية)
- داني كيروان على موقع ميوزك برينز (الإنجليزية)
- داني كيروان على موقع ديسكوغز (الإنجليزية)